# Hongsa
Hongsa là một huyện (muang, mường) thuộc tỉnh Xayabury ở bắc Lào .